# Pol Dom
Paul (Pol) Louis Carel Dom (Antwerpen, 4 juli 1885 - Den Haag, 28 februari 1978) was een veelzijdig Belgisch kunstenaar. In 1936 verwierf hij de Nederlandse nationaliteit.

## Levensloop
Pol Dom werd geboren als Paulus Ludovicus Carolus Dom in Antwerpen, alwaar hij, na het lagere en middelbare onderwijs, ging studeren aan de Koninklijke Academie voor Schone Kunsten. In 1906 nam hij deel aan het concours van de Prijs van Rome voor graveerkunst en kreeg een eervolle vermelding (3e prijs). Vanwege het opener kunstklimaat in Nederland, vestigde hij zich in 1909 voor enige jaren in Nederland om in de Eerste Wereldoorlog zich definitief in Den Haag te vestigen. Rond 1920 was zijn adres Koninginnelaan 51 in Rijswijk.
In 1948 huwde hij in Den Haag met Flora van Dam, de weduwe van Albert Louis Oger. 
Dom was een veelzijdig kunstenaar. Hij beoefende de schilderkunst en was graficus, politiek tekenaar en portretschilder. Zijn stijl kan als naturalistisch gekenschetst worden.

## Enkele werken
Zijn werk als illustrator en boekbandontwerper is onder meer te zien in de bekende kinderboeken Kruimeltje uit 1923 van Chris van Abkoude, en De Kameleon (1949) van Hotze de Roos. Dom illustreerde honderden boeken, vooral jeugdboeken, tussen 1917 en 1956.
Het boek Kluchten en drama's in den kunsthandel door Inge Wijde (pseud. van A.J. Boer), verschenen in 1943 bij het Nederlandsch Uitgeversbedrijf van Wetenschappelijke Uitgaven N.V. te Leiden, is eveneens zowel op de omslag als in de tekst door hem geïllustreerd.

## Tentoonstellingen
- 1920, Antwerpen, Driejaarlijks Salon: Meisje met kleurboek

- Biografisch Portaal: 15802945
- Digitale Bibliotheek voor de Nederlandse Letteren: dom_001
- RKD-Nederlands Instituut voor Kunstgeschiedenis: 23584
- Union List of Artist Names: 500041514
- Virtual International Authority File: 95950520